# Leonida Malatesta
Leonida Malatesta (1500 – Montecodruzzo, 7 novembre 1557) è stato un condottiero italiano.

## Biografia
Figlio di Malatesta VI, seguì sin da giovanotto il padre nella guerra di Lombardia al servizio veneto, per rimettere sul trono Giovanni Maria della Rovere.
Tornato in Romagna, nel 1536 prese parte ai tumulti di Cesena, per farvi rivivere la fazione guelfa. Sfidò a duello Giovan Francesco di Bagno, ma questi non accettò la sfida.
Nel 1544 fu imprigionato nella rocca di Forlì, ove riuscì a fuggire, per rimettersi al servizio di Cosimo I de' Medici nella guerra contro Siena, rioccupando il forte di Ponte a Camollia, combattette il nemico per sei mesi. Si segnalò nella battaglia di Marciano, ove Piero Strozzi, venuto in soccorso di Siena, fu sconfitto.
Ebbe in custodia la provincia di Val di Chiana e di là scese spesso a combattere e a predare.
Vinto Adriano Baglioni, si spinse fino a Radicofani, vincendo la milizie francesi.
Sostituì Chiappino Vitelli nella guardia di Piombino e quindi passo al servizio di papa Paolo IV, combattendo contro Gianfrancesco Guidi.
Nominato colonnello di fanti, fu inviato a combattere gli spagnoli, agli ordini di Piero Strozzi e del duca di Guisa.
Nel 1557 fu al saccheggio di Campli, alla presa di Teramo, all'inutile espugnazione di Civitella. Quindi ripiegò nell'Ascolano e sul territorio di Macerata.
Morì nel suo castello di Montecodruzzo il 7 novembre 1557.